# Euproserpinus wiesti
Euproserpinus wiesti is een vlinder uit de familie van de pijlstaarten (Sphingidae). De wetenschappelijke naam van de soort werd in 1939 gepubliceerd door Sperry.